# Жуантобинський сільський округ (Сузацький район)
Жуанто́бинський сільський округ (каз. Жуантөбе ауылдық округі, рос. Жуантобинский сельский округ) — адміністративна одиниця у складі Сузацького району Туркестанської області Казахстану. Адміністративний центр — село Жуантобе.
Населення — 1987 осіб (2021; 1923 у 2009, 1860 у 1999, 2367 у 1989).
Станом на 1989 рік існувала Жуантобинська сільська рада (села Бостам, Жуантобе, Контратарик). 2023 року ліквідовано село Контратарик.

## Склад
До складу округу входять такі населені пункти:
| Населений пункт  | Колишні назви | Населення, осіб (1989) | Населення, осіб (1999) | Населення, осіб (2009) | Населення, осіб (2021) |
| ---------------- | ------------- | ---------------------- | ---------------------- | ---------------------- | ---------------------- |
| Бостам, село     | -             | 153                    | -                      | -                      | -                      |
| Жуантобе, село   | -             | 1846                   | 1796                   | 1645                   | 1959                   |
| Конратарик, село | -             | 368                    | 64                     | 278                    | 28                     |